# 張士誠

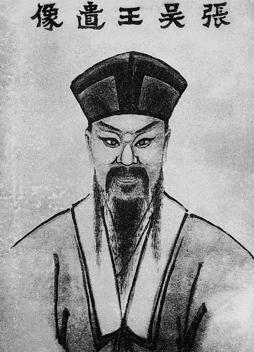
張士誠

張士誠（1321年—1367年），原名張九四，泰州兴化县白驹场（今属江蘇盐城市大丰区）人，元朝末年的民變領袖和軍閥。在元末民變群雄中，有「友諒最桀（殘暴），士誠最富」之說。

## 生平
張士誠原名張九四，運鹽工出身，因不堪鹽官壓迫，至正十三年（1353年），與其弟張士義、張士德、張士信與鹽販李伯升等十八人起兵反元，不久便攻下泰州、興化、高郵等江北重鎮。
至正十四年正月（1354年），在高郵建國，国號为大周，年號为天佑，自稱誠王。
至正十四年（1354年）九月，元朝太师兼右丞相脱脱率重兵南下攻高邮。十一月，于城外大败张士诚军，士诚退入城中固守。十二月，元军攻占外城。危急之时，元順帝听信谗言，解除脱脱兵权，临阵换将，元军军心涣散。張士誠部趁机反击，大败元军。
至正十六年（1355年），張士誠繼續向南發展，攻入平江路（今蘇州市）並改平江路為隆平府。
至正十七年（1357年），元朝江浙行省平章達識帖睦邇派杨完者攻打張士誠，張士誠由於面臨被元軍與方國珍夾擊的情況便投降元朝，被封為太尉。至正十八年（1358年），分化達識帖睦邇與杨完者的關係，最後成功說服達識帖睦邇聯合攻打杨完者，杨完者兵敗自縊身亡。
張士誠乘朱元璋與陳友諒大戰的機會，勢力不斷擴張，擁有北至徐州、南至紹興的割據實力，擁兵數十萬；並且曾多次運糧十餘萬石至元大都（今北京）。
二十三年（1363年）三月，遣呂珍出擊大敗紅巾軍劉福通部於安豐。劉福通戰死，韓林兒投靠朱元璋。九月，張士誠自稱「吳王」，以其弟張士信為丞相，用黃敬夫、蔡彥文、葉德新三人為參軍，正式割據反元。二十四年（1364年），張士誠逼迫達識帖睦邇自鴆。
此時朱元璋也如張士誠一般，自封「吳王」，兩位吳王不斷交戰，張士誠以漁鹽近海交通便利，並獲得日本倭寇力量暗中支持（朱元璋統一全國後忌憚倭寇並實施海禁，與此不無關係）。朱元璋以「先取通泰諸郡縣，剪士誠肘翼，然後專取浙西」的方式一步步削弱張士誠；在朱元璋消滅陈友谅之後，至正二十六年（1366年），朱元璋開始對張士誠的勢力進攻，張士誠弟名將張士德尤重挫明軍（明軍大將徐達常言：「唯懼張士德」），惟惜士德之馬發狂，被徐達前鋒趙德勝擒，於金陵絕食而死，士誠力量大失；十一月，包圍張士誠所居的平江；吴元年（元至正二十七年，1367年）九月，平江城被攻破，張士誠被俘，被押解至應天（今南京）後曾企圖自縊但被部將解救。在押往應天的船上，明史載其「至金陵，竟自缢死，年四十七。命具棺葬之。」
另說則是朱元璋親審問張士誠，張士誠用斜眼看他，罵道：「天日照爾，不照我而已。」朱怒，賜死，或說以弓弦縊斃，又梟其首於城樓，以示官民。
目前苏州市斜塘鎮南施公园有張士誠墓。
张士诚有养子“五太子”，投降朱元璋。

## 轶事典故

### 死不怨泰州張
张士诚，人稱「泰州張」，盤踞江南十余年，保境安民，轻徭薄赋，與元朝籍貫寶慶府的將領楊完者相比，楊的部隊所到之處，屠殺擄掠，不得民心，江浙人稱「生不謝寶慶楊，死不怨泰州張」。

### 烧久思香
苏州市中心观前街南不远处，有一条叫王府基的小巷，本地人称作“皇废基”，这里曾是张士诚王宫所在地。苏州至今保留着一个奇怪的风俗，每年农历七月三十晚，古城的大街小巷里就会有星星点点的香烛插在地上，俗称“烧久思香”，据说那天是地藏王菩薩生日，张士诚起兵时自称是地藏王转世，而“久思”正是其小名“九四”的谐音，这香便是苏州百姓在祭拜他，明祭“藏王”，暗祭“张王”（本地的「張王」） 。

### 名號玄機
朱元璋原頗禮遇儒生，在儒學領袖李善長涉叛亂案時，如何發配李讓朱元璋頗猶豫，時人即以張士誠本無名，儒者獻名「士誠」，實語出《孟子》一書：「士，誠小人也。」暗譏張士誠不學無術，讒言儒生對君主之不敬，遂導致李善長遇害 。

### 罗贯中
寫出《三國演義》的羅貫中，本是張士誠幕僚。

### 挂天灯
当年张士诚从常州败退，沿途百姓怕“子弟兵”迷路，便在路边树立起一根根木棒，挂上灯笼，形似现在的路灯，取名“天灯”。后来。“挂天灯”作为一种节庆习俗一直延续到20世纪中叶，可见影响之久远。

## 延伸阅读
[在维基数据编辑]
 《明史卷一百二十三》，出自《明史》
 《新元史/卷225》，出自柯劭忞《新元史》
 在维基共享资源阅览影像